# Gonomyia (Leiponeura) adunca
Gonomyia (Leiponeura) adunca is een tweevleugelige uit de familie steltmuggen (Limoniidae). De soort komt voor in het Neotropisch gebied.